# Dicranomyia annulipes
Dicranomyia annulipes là một loài ruồi trong họ Limoniidae. Chúng phân bố ở miền Australasia.